# René Fontanille
Pour les articles homonymes, voir Fontanille.
René Fontanille est un homme politique français né le 21 novembre 1858 à Saint-Projet (Lot) et décédé le 19 juin 1941 à Saint-Projet

## Biographie
Médecin, il devient maire de Saint-Projet en 1884 et le reste jusqu'à son décès. Il est conseiller général du canton de Gourdon de 1907 à 1937 et sénateur du Lot de 1920 à 1940.
Il a voté les pleins pouvoirs à Pétain le 10 juillet 1940.